# Eau Claire, Wisconsin
Eau Claire är huvudort i Eau Claire County i delstaten Wisconsin, USA.
År 2006 under en konsert i Milwaukee, Wisconsin, avslöjade Bob Seger att han hade skrivit låten "Turn The Page" på ett hotellrum i Eau Claire, Wisconsin.
Bon Ivers frontman Justin Vernon är från staden.

Sarge Boyd Bandshell i Owen Park är noterat på National Register of Historic Places.